# Paule Dumaître
Paule Dumaître, née le 28 avril 1911 à Tulle (Corrèze) et décédée le 20 août 2002 à Nouan-le-Fuselier (Loir-et-Cher), est une femme de lettres française, bibliothécaire et conservatrice de la Faculté de médecine de Paris, membre de la Société française d’histoire de la médecine et de la Société internationale d’histoire de la médecine.

## Aperçu biographique
Née dans une famille corrézienne d'un père officier-contrôleur d'armes, Paule Dumaître effectue sa scolarité au collège de Laon puis au lycée Louis Le Grand.
Licenciée es lettres, titulaire du diplôme supérieur d'histoire et du diplôme technique de bibliothécaire, Paule Dumaître est conservatrice en chef de la bibliothèque de l'ancienne faculté de médecine de Paris de 1971 à 1979, devenant ainsi la première femme à diriger la bibliothèque sans appartenir au corps médical.
Parallèlement à ses fonctions elle poursuit toute sa vie un travail de recherche important, consacré notamment au chirurgien Ambroise Paré auquel elle consacre une biographie de référence.
Elle fut également lauréate de l'Académie de médecine (Prix Bignoux 1973) ainsi que du prix Littré et de la médaille d'argent du prix du général Muteau en 1987 pour une étude sur Ambroise Paré.

## Œuvres et publications
- La jeunesse d'une petite reine [illustrations de Pierre Le Guen], Éditions G. P. (Paris), 1965.
- La jeunesse d'Henri IV, F. Nathan (Paris), 1968.
- Louis XIV au temps des mousquetaires, : F. Nathan (Paris), 1971.
- Médecine et médecins, la longue marche de la médecine, Magnard (Paris), 1977.
- Histoire de la médecine et du livre médical, Pygmalion et Perrin (Paris), 1978.
- Rue Brûle-maison, Arodan (Asnières), 1980.
- Ambroise Paré, chirurgien de quatre rois de France, Perrin et Fondation Singer-Polignac (Paris), 1986, prix Général Muteau de l’Académie française en 1987.
- Tante Paule raconte ses ancêtres, 1993.
- Villes perdues, fantômes de l'Artois : un roman dans l'histoire, Le Pont du Nord (Lille) , 1997.

En collaboration
- avec André Hahn: Histoire de la médecine et du livre médical à la lumière des collections de la bibliothèque de la faculté de médecine de Paris, Perrin (Paris), 1962.
- avec Janine Samion-Contet: La Curieuse destinée des planches anatomiques de Gérard de Lairesse, [préf. du professeur Marcel Florkin] Rodopi (Amsterdam), 1982.

## Distinctions
- Officier de l'ordre national du Mérite
- Commandeur des Palmes académiques